# Superoxid draselný
Superoxid draselný (KO2) je sloučenina draslíku a kyslíku. Je to jedna z mála existujících solí se superoxidovým aniontem O=O−. Další jsou: CsO2, RbO2 a nejméně stabilní NaO2. Superoxid draselný nelze pojmenovat jako „oxid drasličitý“, stejně jako ostatní superoxidy, protože draslík zde vystupuje jako jednomocný kation K+. Vyrábí se spalováním roztaveného draslíku v čistém kyslíku:
K + O2 → KO2
Používá se jako oxidační činidlo, jako pohlcovač oxidu uhličitého CO2 a vlhkosti, zároveň produkujícím kyslík v systémech obnovy vydýchaného vzduchu v uzavřeném koloběhu v kosmických lodích, ponorkách a podobně.
4 KO2 + 2 H2O → 4 KOH + 3 O2
2 KOH + CO2 → K2CO3 + H2O
K2CO3 + CO2 + H2O → 2 KHCO3
4 KO2 + 2 CO2 → 2 K2CO3 + 3 O2
S větším množstvím vody reaguje až explozivně, také reaguje s ethanolem. Je nestabilní a při zahřívání ve vakuu odštěpuje kyslík:
{\displaystyle {\mathsf {KO_{2}\ {\xrightarrow {\ 290^{o}C}}\ K_{2}O_{2}\ {\xrightarrow {\ 530^{o}C}}\ K_{2}O}}}
Při rozkladu působením zředěných kyselin vzniká i peroxid vodíku a kyslík:
{\displaystyle {\mathsf {2KO_{2}+2HCl\ {\xrightarrow {\ \ }}\ 2KCl+H_{2}O_{2}+O_{2}\uparrow }}}
Při reakci s koncentrovanou kyselinou sírovou (H2SO4) se uvolňuje ozón:
{\displaystyle {\mathsf {2KO_{2}+H_{2}SO_{4}\ {\xrightarrow {\ \ }}\ K_{2}SO_{4}+H_{2}O+O_{3}\uparrow }}}